# Nirvana
Nirvana («Нирва́на»; МФА: [nɪɹˈvɑnə]) — американская рок-группа, созданная вокалистом и гитаристом Куртом Кобейном и басистом Кристом Новоселичем в Абердине, штат Вашингтон, в 1987 году. В составе коллектива сменились несколько барабанщиков; дольше всех с группой играл ударник Дэйв Грол, присоединившийся к Кобейну и Новоселичу в 1990 году.
В 1989 году Nirvana стала частью сиэтлской музыкальной сцены, выпустив на независимом лейбле Sub Pop дебютный альбом Bleach. После подписания контракта с крупным лейблом DGC Records Nirvana приобрела неожиданный успех с песней «Smells Like Teen Spirit» из своего второго альбома Nevermind, выпущенного в 1991 году. Впоследствии Nirvana вошла в музыкальный мейнстрим, популяризовав поджанр альтернативного рока, названный гранжем. Курт Кобейн оказался в глазах СМИ не просто музыкантом, а «голосом поколения», а Nirvana стала флагманом «поколения Х». В 1993 году вышел третий и последний студийный альбом группы, In Utero, композиции которого в музыкальном плане сильно отличались от предыдущих работ коллектива.
Недолгая, но яркая история группы прервалась в связи со смертью Курта Кобейна 5 апреля 1994 года, но в последующие годы известность команды лишь росла. В 2002 году незавершённая демозапись песни «You Know You’re Right», над которой группа работала незадолго до смерти Кобейна, заняла первые строчки мировых хит-парадов. Со времени выхода дебютного альбома записи Nirvana были проданы в количестве 75 миллионов экземпляров по всему миру, и в 25 миллионов копий в США.
Nirvana, наряду с Alice in Chains, Pearl Jam и Soundgarden, составляют так называемую «большую четвёрку» гранжа.

## История группы

### Ранние годы
Курт Кобейн и Крист Новоселич впервые встретились в Абердинской средней школе (англ. Aberdeen High School), но, по словам Кобейна, долгое время не общались. Они стали друзьями, часто посещая репетиционную базу группы The Melvins. Кобейн хотел вместе с Новоселичем создать собственную музыкальную группу, но Крист долго не соглашался. Через три года после знакомства Крист наконец послушал запись Fecal Matter, первого проекта Кобейна, и предложил Курту начать играть вместе. Первым барабанщиком группы стал Боб МакФедден, покинувший коллектив уже через месяц. Зимой 1987 года Крист и Курт наняли ударника Аарона Буркхарда. Первоначально трио исполняло композиции Fecal Matter, но вскоре музыканты начали писать новый материал.
Через несколько месяцев Буркхард ушёл из группы, и его временно заменил участник The Melvins Дейл Кровер. При его участии были сделаны первые демозаписи. Кровера вскоре сменил новый барабанщик Дейв Фостер. За первые месяцы существования группа поменяла множество названий: «Skid Row», «Pen Cap Chew», «Bliss», «Windowpane», «Ed Ted Fred» и т. д. В конце концов, в начале 1988 года участники остановились на названии Nirvana, которое, как говорил Кобейн, было выбрано, потому что он «думал о названии, которое было бы красивым, приятным или милым, вместо грубого, грязного панк-рок названия, вроде Angry Samoans». Первое их выступление под этим именем состоялось 19 марта того же года в Community World Theater. Через пару месяцев появился и постоянный ударник Чэд Ченнинг.

### Первые выпуски пластинок
Первой официальной пластинкой Nirvana стал сингл «Love Buzz/Big Cheese», вышедший в 1988 году. В июне 1989 года группа выпустила свой первый альбом Bleach на лейбле Sub Pop. Альбом спродюсировал Джек Эндино. В звучании Bleach чувствовалось сильное влияние групп The Melvins, Mudhoney и таких известных рок-коллективов 1970-х годов, как Black Sabbath и Led Zeppelin. 22 июня 1989 года Nirvana отправилась в большое американское турне, выступив в 26 городах. В 2001 году Новоселич рассказал в интервью журналу Rolling Stone, что, сидя в своём фургончике во время этого турне, группа слушала кассету, на одной стороне которой был записан альбом команды The Smithereens, а на другой — альбом группы Celtic Frost, игравшей в жанре блэк-метал, и что, возможно, эта комбинация тоже сильно повлияла на их игру. Bleach сразу стал самым популярным альбомом на небольших радиостанциях американских колледжей (особенно на KCMU, радиостанции Вашингтонского университета).
Деньги на запись альбома, в сумме 606 долларов и 17 центов, дал Джейсон Эверман. С Кобейном его познакомил Дилан Карлсон, а Ченнинга Эверман знал с пятого класса. Эверман стал проводить свободное время с группой, и, когда музыкантам понадобились деньги на запись Bleach, он, проработав к тому времени несколько летних сезонов рыбаком на Аляске, легко одолжил им необходимую сумму. На обложке альбома, в списке музыкантов, участвовавших в записи, указано: «Джейсон Эверман — гитара», хотя сам Эверман в записи участия не принимал. Позже Крист Новоселич рассказывал, что участники Nirvana «хотели, чтобы Эверман почувствовал себя в группе своим». После завершения записи Эверман ненадолго остался в составе команды в качестве второго гитариста, но ушёл после первого американского турне. Впоследствии он играл на бас-гитаре в группе Soundgarden, а позже присоединился к коллективу Mind Funk. Деньги за альбом Nirvana так ему и не вернула.
В конце 1989 года Кобейн отметил в интервью, что музыка группы меняется: «Наши первые песни были по-настоящему злыми… Но со временем они становятся попсовее и попсовее в то время, как я становлюсь всё счастливее и счастливее. Теперь в песнях говорится о конфликтах в отношениях, эмоциях по отношению к другим людям». В начале 1990 года Nirvana начала работать над материалом для нового альбома с продюсером Бутчем Вигом на Smart Studios в Мэдисоне, штат Висконсин. Во время студийной работы Курт и Крист решили, что Чэд — не тот барабанщик, который нужен группе; сам Ченнинг выражал недовольство тем, что он почти не влиял на процесс написания песен. В результате Чэд покинул группу. Несколько недель на барабанах играл Дейл Кровер из The Melvins, после чего его заменил ударник группы Mudhoney Дэн Питерс. С ним Nirvana записала песню «Sliver», которая в 1990 году вышла в качестве сингла. Через несколько недель Базз Озборн из The Melvins познакомил Курта и Криста с Дэйвом Гролом, который тогда играл в вашингтонской хардкор-команде Scream, распавшейся в сентябре 1990 года. Спустя несколько дней после приезда Грола в Сиэтл Курт и Крист устроили ему прослушивание, и, как впоследствии говорил Новоселич, «через две минуты знали, что он был подходящим барабанщиком».

### Успех
После работы на Smart Studios Nirvana решила подыскать мейджор-лейбл. Следуя рекомендациям Ким Гордон из Sonic Youth, группа в 1990 году подписала контракт с DGC Records и начала записывать свой следующий альбом Nevermind. Лейбл предложил команде несколько продюсеров на выбор, но Nirvana потребовала Бутча Вига. На этот раз музыканты решили записываться не в Мэдисоне, а отправиться в студию Sound City, расположенную в районе Лос-Анджелеса Ван-Найс. За два месяца работы в студии Nirvana создала множество песен. Некоторые из них, такие как «In Bloom» и «Breed», присутствовали в репертуаре группы несколько лет, в то время как другие, например, «On a Plain» и «Stay Away», ещё не имели законченных текстов. После завершения записи Виг и участники группы начали микширование, однако непосредственно запись материала заняла слишком много времени, в результате чего созданные в спешке миксы были сочтены неудовлетворительными. Nirvana пригласила Энди Уоллеса, микшера группы Slayer, чтобы он сделал финальное сведе́ние. После выхода Nevermind участники группы выразили недовольство «отполированным» звуком, который придал альбому Уоллес.
Изначально менеджеры DGC Records планировали продать 250 тысяч экземпляров Nevermind, то есть обеспечить приблизительно тот же уровень продаж, что и для альбома Goo группы Sonic Youth. Однако первый сингл из альбома, «Smells Like Teen Spirit», очень быстро стал популярным, главным образом благодаря тому, что клип на эту песню часто показывали на MTV. Во время турне в конце 1991 года музыканты Nirvana начали замечать, что билеты на их выступления стремительно раскупались, тележурналисты регулярно появлялись на всех концертах, а «Smells Like Teen Spirit» постоянно играла почти на всех радиостанциях и музыкальных каналах. К рождеству 1991 года Nevermind в Америке продавался по 400 тысяч экземпляров в неделю. 11 января 1992 года он достиг первого места в чартах Billboard, сместив альбом Dangerous Майкла Джексона. Пластинка также возглавила чарты многих стран по всему миру. В тот месяц, когда Nevermind достиг первого места, Billboard заявил: «Nirvana — это одна из тех редких групп, у которых есть всё: признание критиков, уважение музыкальной индустрии, поп-привлекательность и внушительная колледж-альтернативная основа».
В феврале 1992 года после большого турне по странам тихоокеанского бассейна Кобейн женился на лидере рок-группы Hole Кортни Лав. 18 августа того же года у них родилась дочь Френсис Бин Кобейн. Ссылаясь на усталость, участники группы решили не проводить ещё один тур по Америке в поддержку Nevermind. Вместо этого они дали лишь несколько концертов в том же году. Через несколько дней после рождения Френсис Бин Nirvana провела одно из лучших своих выступлений в качестве хедлайнера на фестивале Рединг в Англии. На тот момент ходили слухи о плохом здоровье Кобейна и о возможном распаде группы. Ради шутки Курта ввезли на сцену на инвалидной коляске, после чего он поднялся и присоединился к другим членам коллектива, сыграв на концерте большое количество песен, как старых, так и совершенно новых.
Менее чем через две недели Nirvana выступила на MTV Video Music Awards. Руководство MTV хотело, чтобы группа сыграла «Smells Like Teen Spirit», но музыканты пожелали исполнить новую песню, которая называлась «Rape Me» (рус. Изнасилуй меня). Руководители MTV были недовольны песней, так как, по словам продюсера шоу Эми Финнерти, они решили, что в тексте речь идёт о них. Они настояли на том, что Nirvana не будет играть «Rape Me», пригрозив, что не дадут группе выступить на шоу и перестанут показывать их клипы по MTV. После напряжённых споров MTV и Nirvana договорились, что группа сыграет песню «Lithium» с последнего на тот момент сингла. Когда Nirvana начала выступление, Курт неожиданно сыграл и спел начало из «Rape Me», после чего заиграла «Lithium». Ближе к концу песни Новоселич, недовольный тем, что его усилитель перестал работать, подкинул бас-гитару в воздух для драматического эффекта, но не смог её поймать, и она ударила его по голове. Крист упал со сцены, чуть не потеряв сознание, потом поднялся и выбежал из студии. В это время Кобейн разбивал аппаратуру, а Грол схватил микрофон и начал кричать: «Эй, Эксл!» (англ. Hi, Axl!), имея в виду вокалиста группы Guns N' Roses Эксла Роуза, с которым у Nirvana вышла небольшая размолвка перед выступлением.
В декабре 1992 года Nirvana выпустила сборник раритетных записей и бисайдов под названием Incesticide. Большое количество радиозаписей и ранних неизданных материалов группы ходило по рукам, и целью выпуска альбома была борьба с такими пиратскими подделками.

### In Utero
Для записи альбома 1993 года In Utero группа пригласила продюсера Стива Альбини, уже получившего известность благодаря своей работе над альбомом Surfer Rosa группы Pixies. Nevermind снискал признание у аудитории, которая в большинстве своём не имела понятия о тех альтернативных, неизвестных и экспериментальных музыкантах, которых Nirvana считала своими предшественниками. Поэтому приглашение Альбини выглядело хорошо обдуманным ходом участников Nirvana, желающих, чтобы альбом звучал грубо, сыро и без излишней обработки. К примеру, в одной из песен, иронично названной «Radio Friendly Unit Shifter», слышится продолжительный резкий звук фидбэка. Однако Кобейн подчёркивал, что звучание Альбини — как раз то, о котором он всегда мечтал: «натуральный» звук без излишних наложений и студийных эффектов. Студийные сессии с Альбини были короткими, но весьма насыщенными и продуктивными: альбом был записан и сведён в течение двух недель в студии Pachyderm в городе Каннон-Фолс. Его производство обошлось в 25 тысяч долларов.
Через несколько недель после записи альбома журналы Chicago Tribune и Newsweek напечатали информацию о том, что руководство DGC Records не удовлетворено записанным материалом и может отказаться от его выпуска. В результате поклонники решили, что на свободное творчество группы влияют боссы лейбла. Хотя слухи об отказе DGC выпускать альбом были недостоверными, участники Nirvana действительно были не согласны с некоторыми музыкальными решениями Альбини, которые он принял при микшировании альбома. В частности, они считали, что продюсер слишком сильно приглушил частоты бас-гитары. Кобейн также считал, что «Heart-Shaped Box» и «All Apologies» не звучат «идеально». Долгое время продюсировавший R.E.M. Скотт Литт был приглашён для сведения этих двух песен. В результате были добавлены дополнительные инструменты и бэк-вокал.
In Utero дебютировал в хит-параде Billboard 200 в сентябре 1993 года, заняв там первое место. Кристофер Джон Фарли в своём обзоре альбома в журнале Time писал: «Несмотря на то, что фанаты альтернативной музыки боялись, Nirvana не ушла в мейнстрим, хотя этот мощный новый альбом может ещё раз заставить мейнстрим уйти в Nirvana». Однако, будучи коммерчески успешным, альбом всё же не достиг успеха Nevermind. Осенью группа отправилась в первый большой тур по США за два года. Для его проведения Nirvana пригласила в качестве второго гитариста Пэта Смира из панк-группы Germs.

### Последние месяцы и смерть Кобейна
В ноябре 1993 года Nirvana вместе со Смиром выступали на акустическом концерте MTV Unplugged. Группа сыграла только два своих хита — «All Apologies» и «Come as You Are». Грол позже сказал: «Мы знали, что не будем делать акустическую версию „Teen Spirit“… это было бы ужасно глупо». Среди песен были также несколько относительно малоизвестных, например, три композиции группы Meat Puppets, которая присоединилась к Nirvana для их исполнения. В то время как репетиции были проблематичными, продюсер MTV Unplugged Алекс Колетти сказал, что само выступление прошло весьма хорошо, каждая песня была записана с первой попытки. Сам концерт длился менее часа, что было нехарактерно для обычных unplugged-выступлений. После исполнения заключительной песни (кавер-версии «Where Did You Sleep Last Night?» Ледбелли) Колетти попросил группу сыграть на бис, однако Кобейн отказался. Колетти вспоминал впоследствии: «Курт сказал: „Я не смогу превзойти эту последнюю песню“. И, когда он произнёс это, я отступил. Потому что знал, что он прав». Выступление группы впервые показали на MTV 14 декабря 1993 года.
В начале 1994 года команда отправилась на гастроли в Европу. После концерта 1 марта в зале Terminal Eins в Мюнхене Кобейн заболел бронхитом и тяжёлым ларингитом. Следующее шоу, которое должно было состояться в том же зале на следующую ночь, отложили. Утром 4 марта в Риме Кортни Лав нашла Кобейна без сознания в комнате отеля, и его отвезли в больницу. Позже доктор на пресс-конференции заявил, что Кобейн принял прописанный ему рогипнол и большую дозу алкоголя. Гастроли, включая многочисленные концерты в Великобритании, окончательно отменили.
В последующие недели давняя зависимость Кобейна от героина вновь дала о себе знать. Его уговорили отправиться в реабилитационную клинику. Через несколько дней он перелез через ограждение клиники и улетел на самолёте в Сиэтл. В пятницу 8 апреля 1994 года Кобейна обнаружили мёртвым в его доме в Сиэтле: официально считается, что он выстрелил себе в рот из ружья. Группа распалась.

### После Nirvana
После распада Nirvana Крист Новоселич и Дэйв Грол не оставили музыкальную деятельность. Через некоторое время после смерти Кобейна Грол сделал несколько демозаписей, позже ставших дебютным альбомом его новой группы Foo Fighters, которая в последующие годы выпустила несколько коммерчески успешных альбомов. Помимо Foo Fighters, Грол играл на барабанах в таких группах, как Tom Petty and the Heartbreakers, Queens of the Stone Age, Tenacious D, Nine Inch Nails и Killing Joke. Также он сотрудничал с Полом Маккартни и Майком Уаттом. Под именем Probot Грол записал альбом в стиле хеви-метал, на котором исполнил кавер-версии песен своих любимых исполнителей начала 80-х. В настоящее время он также является барабанщиком супергруппы Them Crooked Vultures.
Крист Новоселич после Nirvana создал группу Sweet 75. Позже вместе с Куртом Кирквудом из Meat Puppets и Бадом Гафом из Sublime он основал коллектив Eyes Adrift. Новоселич также выступил на единственном концерте просуществовавшей всего один день группы No WTO Combo с Кимом Тайилом из Soundgarden и Джелло Биафрой из Dead Kennedys, с которыми случайно встретился на акции протеста на саммите ВТО в 1999 году. В декабре 2006 года он заменял бас-гитариста Бруно ДеСмартаса из группы Flipper во время их турне по Великобритании и Ирландии и нескольких американских шоу. Кроме того, Новоселич стал политическим активистом, основав комитет JAMPAC для защиты прав музыкантов. В 2004 году он выпустил книгу под названием «Of Grunge and Government: Let’s Fix This Broken Democracy», в которой рассказал о своём музыкальном прошлом и политических стремлениях в настоящем.
12 декабря 2012 года, Грол, Новоселич и Смир присоединились к Полу Маккартни на концерте в пользу пострадавших от урагана Сэнди, для дебютного исполнения песни, написанной четвёркой «Cut Me Some Slack». Студийная запись песни была выпущена на саундтреке к документальному фильму Грола о студии Sound City.

### Выпуски пластинок после смерти Курта Кобейна
Несколько альбомов Nirvana были выпущены уже после смерти Кобейна. Первый из них, MTV Unplugged in New York, вышел в ноябре 1994 года и содержал полностью записанное выступление группы на акустическом концерте MTV Unplugged в 1993 году. Через две недели после его выхода был выпущен видеосборник выступлений Nirvana под названием Live! Tonight! Sold Out!!. Курт сам отбирал значительную часть видеоматериала для сборника, в который вошли многие записи, сделанные во время турне в поддержку альбома Nevermind. Сначала MTV Unplugged планировали выпустить вместе со вторым диском, на котором содержался бы материал с «электрических» концертов группы — в противовес акустическому выступлению. Однако оставшиеся члены коллектива вынуждены были отменить своё решение, так как не нашли тогда в себе сил работать с записями умершего Кобейна. Диск с записями живых выступлений команды всё же увидел свет в октябре 1996 года под названием From the Muddy Banks of the Wishkah.
В августе 1997 года на посвящённом музыкальным новостям сайте Wall of Sound появилась информация о том, что Грол и Новоселич работают над сборником раритетных записей Nirvana. Четыре года спустя лейбл группы объявил, что сборник полностью готов и выйдет в сентябре, спустя десять лет после выпуска альбома Nevermind. Однако перед самой датой выхода бокс-сета Кортни Лав добилась судебного запрета на его выпуск и подала в суд на Новоселича и Грола, обвинив их в незаконном использовании произведений Курта. Начался затяжной судебный процесс за право владения музыкальным наследием Курта Кобейна, продлившийся более года.
Основной спор разгорелся вокруг неизданной ранее песни «You Know You're Right», последней студийной работы группы. Грол и Новоселич хотели включить её в сборник, тем самым выпустив все раритетные записи за один раз. Однако Лав оспорила это намерение, заявив, что эта песня важнее записей, обычно называемых раритетными, и её следует издать на сборнике лучших работ группы. Судебные споры продлились более года, и в результате стороны пришли к компромиссу: было решено, не откладывая, выпустить диск с лучшими песнями группы (включая и «You Know You’re Right»). Диск назывался просто — Nirvana. Лав согласилась отдать кассеты с демозаписями Кобейна для использования материала в сборнике.
Сборник Nirvana вышел 29 октября 2002 года. Помимо песни «You Know You're Right», в альбом были включены хиты со всех трёх студийных альбомов, а также некоторые альтернативные версии знакомых песен группы. Сборник With The Lights Out был выпущен в ноябре 2004 года. Собрание включало в себя множество ранних демозаписей Кобейна, съёмок репетиций и записей живых выступлений из разных периодов истории коллектива. Избранные композиции сборника были изданы отдельным альбомом под названием Sliver: The Best of the Box осенью 2005 года. Компакт-диск содержал девятнадцать композиций из сборника и три ранее неизданных записи, включая версию песни «Spank Thru» с демозаписи 1985 года ранней группы Кобейна Fecal Matter. В интервью Джиму Дерогатису Лав рассказала о бесчисленных записях репетиций, демо- и просто домашних записях (многие из которых Курт делал прямо в собственной спальне), оставшихся после смерти Кобейна.
В апреле 2006 года Лав объявила о своём решении продать за 50 миллионов долларов двадцать пять процентов из принадлежащих ей песен Nirvana. Покупателем стал Ларри Местель, бывший исполнительный директор «Virgin Records» и нынешний глава издательства «Primary Wave Music Publishing». Чтобы предупредить беспокойство поклонников по поводу коммерциализации наследия группы, считающейся независимой, Лав обратилась к ним с заверениями, что права на музыку не будут просто проданы тому, кто даст бо́льшую цену. В своём обращении Лав написала: «Мы останемся верными духу Nirvana и будем очень разборчивыми при передаче музыки в новые руки».
В 2006 году Live! Tonight! Sold Out!! был переиздан на DVD; полная необрезанная версия MTV Unplugged in New York вышла на DVD в 2007 году. Live at Reading, выступление группы 1992 года на фестивале Рединг в Англии, был выпущен на CD и DVD в ноябре 2009 года. Первый альбом Nirvana Bleach был переиздан в 2009 году на CD и виниле, спустя двадцать лет после выхода оригинального издания. Помимо заново сведённых песен, в альбоме присутствовала ранее не выпускавшаяся запись концерта группы 9 февраля 1990 года в Pine Street Theatre, Портленд, Орегон. В сентябре 2011 года было выпущено юбилейное издание Nevermind, посвящённое двадцатилетию со дня выхода альбома.
25 июня 2019 года The New York Times Magazine назвал Nirvana среди сотен исполнителей, чей материал, как сообщается, был уничтожен во время пожара в Universal Studios Hollywood 2008 года.
В июне 2019 года гитару лидера группы Nirvana Курта Кобейна продали на аукционе за $6 млн. В 1993 году Кобейн исполнял песни группы на этой гитаре во время одного из самых известных концертов MTV Unplugged In New York.

## Музыкальный стиль
Музыкальный стиль Nirvana был в основном описан как гранж, альтернативный рок, панк-рок. Также коллектив отмечали исполнителем хард-рока.
Курт Кобейн описывал раннее звучание группы как «копирование Gang of Four и Scratch Acid». Когда Nirvana записывала Bleach, Кобейн решил, что им нужно было соответствовать ожиданиям Sub Pop в плане гранж-звучания; это подавляло его желание писать более лёгкие песни.
Кобейн стремился создать смесь тяжёлого и лёгкого звучания. Он говорил: «Я хотел быть похож на Led Zeppelin, играть экстремальный панк-рок и делать медленные поп-песни». Когда после записи Bleach Курт услышал альбом Surfer Rosa группы Pixies (вышел в 1988 году), то почувствовал, что в нём был именно тот звук, которого он хотел добиться, но не мог, стараясь играть более тяжёлые гранж-песни. Последующая популярность The Pixies убедила Кобейна в необходимости следовать своим музыкальным инстинктам.
Nirvana в своих песнях использовала резкие переходы от медленного, тихого звука к громкому. Незадолго до смерти Кобейн говорил, что группе надоела однообразная формула написания музыки, но в то же время выражал мнение, что участники коллектива вряд ли были достаточно умелы, чтобы пробовать что-либо другое. Стиль игры Кобейна на ритм-гитаре, который основывался на пауэр-аккордах, низких риффах и небрежной игре правой рукой, содержал в себе ключевые компоненты песен группы. Кобейн часто играл рифф куплета песни в чистом тоне, затем удваивал его с дисторшн-гитарой, повторяя уже сыгранную часть. Он редко исполнял гитарные соло, которые у него представляли собой лёгкие вариации главной мелодии песни. Его соло в большинстве своём были основаны на блюзе и звуке расстроенной гитары.
Игра на барабанах Грола «подняла звук Nirvana на новый, более энергичный уровень». Азеррад, биограф группы, пишет, что «мощная игра Грола подняла уровень группы на более высокую планку, как в визуальном плане, так и в музыкальном», отмечая, что «хотя Дейв и играет на барабанах очень жёстко, он достаточно музыкален — нетрудно определить, какую песню он играет, даже если ему никто не аккомпанирует».
Во время живых выступлений Кобейн и Новоселич всегда настраивали свои гитары на строй E flat. Кобейн однажды сказал: «Мы играем так сильно, что не успеваем настраивать наши гитары». У группы была привычка крушить аппаратуру после концертов. Новоселич говорил, что он и Кобейн создали эту «фишку», чтобы побыстрее уйти со сцены. Кобейн заявил, что всё это началось как выражение его негативных эмоций, появлявшихся из-за того, что они с Чедом Ченнингом делали ошибки во время концертов.

### Написание песен и тексты
Музыкальную основу каждой песни, манеру исполнения и тексты создавал Кобейн. Обычно он сочинял мелодии при помощи акустической гитары. Он подчёркивал, что Новоселич и Грол «играли большую роль в принятии решений относительно того, насколько длинной и из скольких частей должна быть песня. Поэтому я не люблю, когда меня считают единственным автором песен». На вопрос, какую часть композиции он пишет первой, Кобейн ответил: «Я не знаю. Я правда не знаю. Наверное, я начинаю с куплета, а затем перехожу к припеву».
Обычно Кобейн писал слова для песен за несколько минут до того, как записывать их в студии. Он говорил: «Когда я пишу песню, слова для меня наименее важны. В моей песне могут пересекаться две или три различные темы, а название может абсолютно ничего не означать». В 1993 году в интервью журналу Spin Кобейн сказал, что ему «глубоко по фигу», о чём говорится в словах к песням из альбома Bleach, в то время как слова к песням из Nevermind были взяты из написанных им за два года стихов, которые он нарезал и выбрал наиболее понравившиеся строчки. Что касается последнего альбома In Utero, Кобейн заявлял, что тексты были «более сфокусированы на определённых темах».

## Наследие и влияние
Стивен Томас Эрлевайн, музыкальный критик сайта Allmusic.com, писал, что до Nirvana «альтернативная музыка не воспринималась всерьёз крупными звукозаписывающими компаниями». После выпуска Nevermind «всё поменялось, непонятно, к худшему или к лучшему». Успех Nevermind не только сделал гранж популярным, но и показал «культурный и коммерческий потенциал альтернативного рока в целом». У других групп были хиты и раньше, но, по словам Эрлевайна, именно Nirvana «навсегда сломала барьеры» между миром альтернативного рока и популярной музыки. Эрлевайн также отмечает, что прорыв Nirvana «не уничтожил андеграунд», а «приоткрыл его» для слушателей. В 1992 году Джон Парелес, журналист The New York Times, писал, что после прорыва Nirvana звукозаписывающие компании заинтересовались группами, играющими альтернативную музыку. Представители компаний заключали с ними сделки и пытались быстро достичь мейнстрима.
Эрлевайн утверждает, что прорыв Nirvana «популяризовал так называемое Поколение X и культуру бездельников». Сразу же после смерти Кобейна о фронтмене Nirvana заговорили как о «голосе поколения», хотя он сам при жизни отрицал этот ярлык. Через десять лет после смерти Кобейна Эрик Олсен с новостного канала MSNBC писал: «За прошедшее десятилетие Кобейн, маленький, хилый, но привлекательный мужчина по жизни, стал абстрактной иконой Поколения X, на которую многие смотрят, как на последнюю настоящую рок-звезду […] мессия и мученик, каждое высказывание которого было растащено и анализировано».
Многие музыкальные группы и исполнители не раз утверждали, что Nirvana оказала большое влияние на их творчество и на их решение начать заниматься музыкой. Среди них Limp Bizkit, Джаред Лето из 30 Seconds to Mars, Seether, Flyleaf и другие. Тим Ритчи, музыкальный директор Radio National, сравнивая творчество Sex Pistols и Nirvana (тем самым сравнивая кульминации панк-движения и гранж-движения соответственно), писал, что «влияние Nirvana намного больше Sex Pistols», так как Nirvana не просто оказала воздействие на музыкантов, она повлияла на весь мейнстрим в целом. Крейг Метьесон, автор двух книг о подъёме австралийской инди-сцены в 90-е годы, писал (как и Эрлевайн), что главная заслуга Nirvana состоит в том, что она убрала барьеры между корпоративными лейблами и инди-музыкой.
В декабре 2019 года статистика видеоролика на Youtube с клипом «Smells Like Teen Spirit» превысила 1 млрд просмотров за десять лет. Клип был снят в 1991 году и опубликован на ресурсе в 2009 году.

## Дискография
- 1989 — Bleach
- 1991 — Nevermind
- 1993 — In Utero

## Участники группы
| Последний состав - Курт Кобейн — ведущий вокал, гитара (1987—1994; умер в 1994) - Крист Новоселич — бас-гитара, случайный вокал (1987—1994; все выступления воссоединений), аккордеон (1993—1994) - Дэйв Грол — ударные, бэк-вокал (1990—1994; все выступления воссоединений) Бывшие участники - Аарон Буркхард — ударные (1987) - Дейл Кровер — ударные (1988, 1990), бэк-вокал (1988) - Дейв Фостер — ударные (1988) - Чэд Ченнинг — ударные (1988—1990) - Джейсон Эверман — гитара, бэк-вокал (1989) - Дэн Питерс — ударные (1990) Концертные музыканты - Джон Дункан — гитара (1993) - Пэт Смир — ритм-гитара, бэк-вокал (1993—1994; все выступления воссоединений) - Лори Голдстон — виолончель (1993—1994) - Мэлора Кригер — виолончель (1994) | Сессионные музыканты - Марк Пикерел — ударные (1989) - Кирк Ченниг — виолончель (1991) - Кера Шейли — виолончель (1993) |

## Награды и номинации
| Полученные | Полученные             | Полученные                                           | Полученные                |
| Год        | Награда                | Категория                                            | За что                    |
| ---------- | ---------------------- | ---------------------------------------------------- | ------------------------- |
| 1992       | MTV Video Music Awards | Лучшее альтернативное видео                          | «Smells Like Teen Spirit» |
| 1992       | MTV Video Music Awards | Лучший новый исполнитель                             |                           |
| 1993       | MTV Video Music Awards | Лучшее альтернативное видео                          | «In Bloom»                |
| 1993       | BRIT Awards            | Лучший международный новый исполнитель               |                           |
| 1994       | MTV Video Music Awards | Лучшее альтернативное видео                          | «Heart-Shaped Box»        |
| 1994       | MTV Video Music Awards | Лучшая работа художника-постановщика                 | «Heart-Shaped Box»        |
| 1995       | American Music Awards  | Лучший исполнитель в стиле хеви-метал/хард-рок       |                           |
| 1996       | Grammy                 | Лучшее исполнение альтернативной музыки              | MTV Unplugged in New York |
| 2008       | NME Awards             | Лучший музыкальный DVD                               | MTV Unplugged in New York |
| Номинации  |                        |                                                      |                           |
| Год        | Награда                | Категория                                            | За что                    |
| 1992       | American Music Awards  | Лучший новый исполнитель в стиле хеви-метал/хард-рок |                           |
| 1992       | Grammy                 | Лучшее исполнение альтернативной музыки              | Nevermind                 |
| 1992       | MTV Video Music Awards | Лучшее видео года                                    | «Smells Like Teen Spirit» |
| 1992       | MTV Video Music Awards | Выбор зрителей                                       | «Smells Like Teen Spirit» |
| 1993       | BRIT Awards            | Лучшая международная группа                          |                           |
| 1993       | Grammy                 | Лучшая рок-песня                                     | «Smells Like Teen Spirit» |
| 1994       | BRIT Awards            | Лучшая международная группа                          |                           |
| 1994       | Grammy                 | Лучшее исполнение альтернативной музыки              | In Utero                  |
| 1994       | MTV Video Music Awards | Лучшее видео года                                    | «Heart Shaped Box»        |
| 1994       | MTV Video Music Awards | Лучшая операторская работа                           | «Heart Shaped Box»        |
| 1994       | MTV Video Music Awards | Выбор зрителей                                       | «Heart Shaped Box»        |
| 1995       | Grammy                 | Лучшее вокальное рок-исполнение дуэтом или группой   | «All Apologies»           |
| 1995       | Grammy                 | Лучшая рок-песня                                     | «All Apologies»           |
| 2005       | NME Awards             | Лучшее музыкальное DVD                               | With the Lights Out       |
| 2010       | NME Awards             | Лучшее DVD                                           | Live at Reading           |